# Sint-Jan-de-Doperkerk (Syracuse)

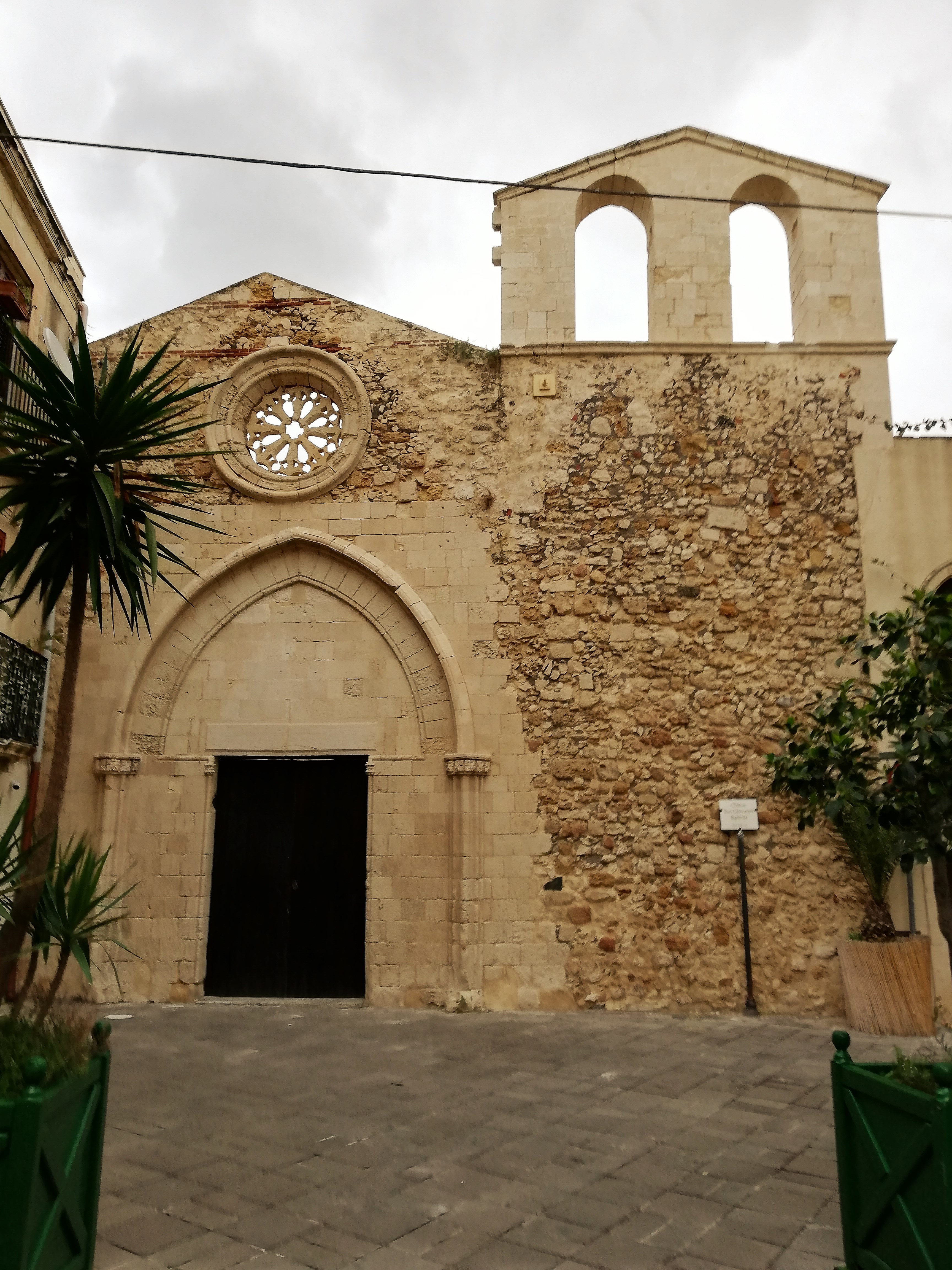
Sint-Jan-de-Doperkerk in Syracuse, Italië

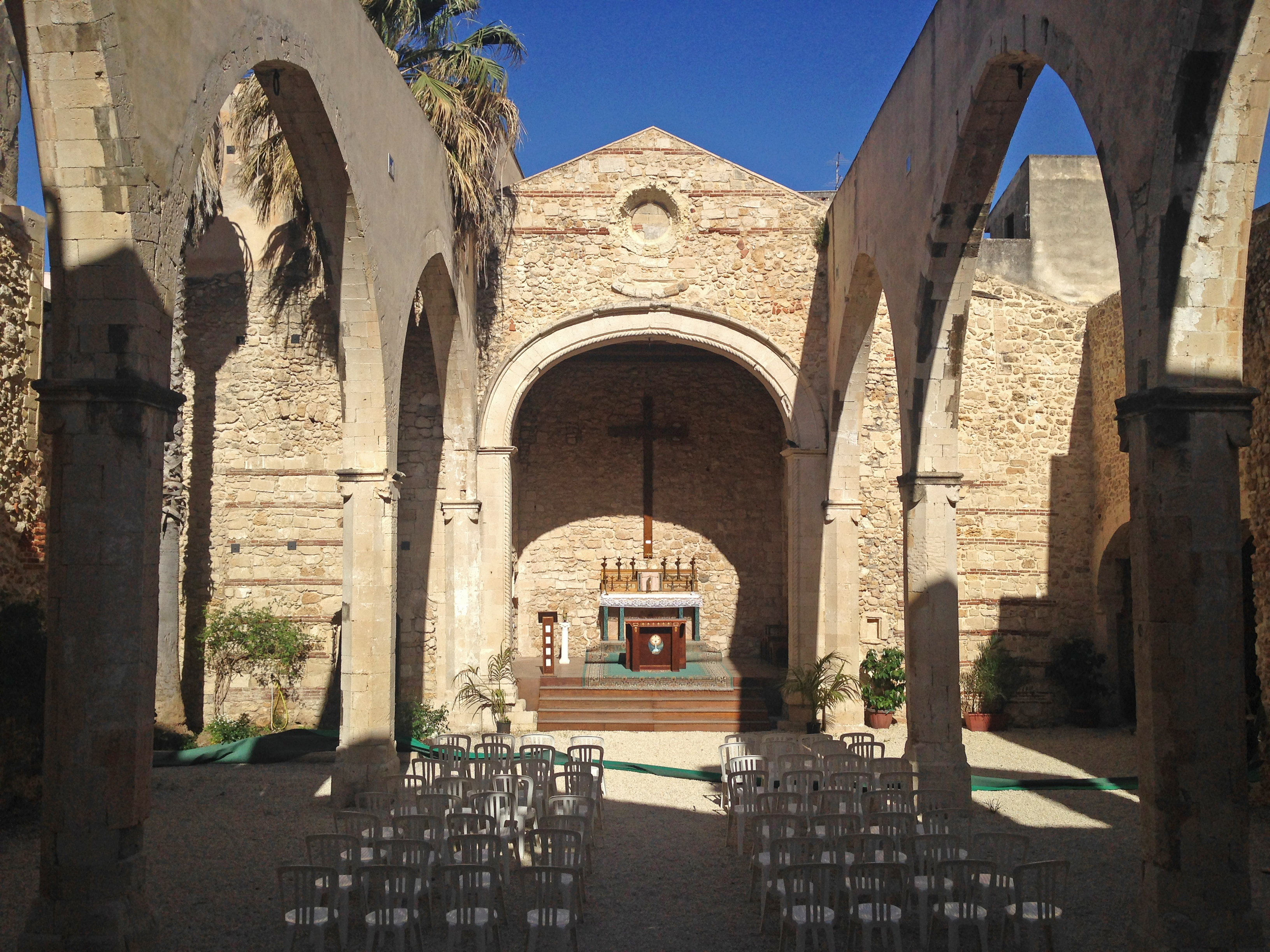
Binnenzicht

De Sint-Jan-de-Doperkerk, in de volksmond genoemd Chiesa di San Giovannello, is een rooms-katholiek kerkgebouw in Syracuse op het Italiaanse eiland Sicilië. De stijl is gotisch. De kerk bevindt zich op het eiland Ortigia, het oude stadscentrum van Syracuse.

## Historiek
De Sint-Jan-de-Doperkerk stamt van de 14e eeuw, toen het een synagoge was. De kerk is gebouwd bovenop een 4e-eeuwse kerk uit de Romeinse Tijd.
Tijdens het Byzantijnse en het Arabische bestuur was het gebouw eeuwenlang een synagoge. Kruiken met reinigingswater in de crypte herinneren hieraan. Ten gevolge van het Verdrijvingsedict (1492) uitgevaardigd door de Katholieke Koningen in Madrid werd het gebouw teruggegeven aan de Rooms-Katholieke Kerk. 
Er bevindt zich geen loodlijn tussen de top van de zijgevel, het midden van het rozet en het midden van de ovale ingangsdeur. Tot de 18e eeuw werd er gebouwd aan de Sint-Jan-de-Doperkerk. Niettemin heeft de kerk sindsdien geen dak meer. De erediensten verlopen in de open lucht. De klokkentoren is recenter, namelijk van de 19e eeuw.
Van 1915 tot 2015 was het gebouw een openluchttheater. 
Nadien nam de Roomse Kerk het terug voor erediensten. Het werd een basiliek.